# スザンナと長老たち (ティントレット)
『スザンナと長老たち』（伊: Susanna e i vecchioni, 英: Susanna and the Elders）は、ルネサンス期ヴェネツィア派の巨匠ティントレットが1555年から1556年にかけて制作した絵画である。『スザンナの水浴』とも呼ばれる。主題は『旧約聖書』の「ダニエル書」で語られているスザンナの物語から取られている。大胆な構図とポーズ、官能性と明暗法は後期マニエリスムの典型的絵画であり、ティントレットを代表する傑作の1つと見なされている。
ローマのコロンナ・ギャラリーに所蔵されている神話画『ナルキッソス』とサイズがほぼ同じであり、対作品として制作されたと考えられている。表面を覆っていた変色したニスは2006年の修復で除去されたが背景は逆に暗くなった。現在はオーストリア、ウィーンの美術史美術館に所蔵されている。

## 主題
裕福な夫ヨアキムの貞淑な妻であったスザンナは毎日のように庭の泉で水浴びをしていた。ところが2人の好色な老人が彼女の美しさに目を付けた。彼らは町の著名な長老であると同時に裁判官でもあり、スザンナに言い寄る機会を狙っていた。その日もスザンナは召使に戸口を固く締めさせて、庭の泉で水浴びを始めた。すると召使たちがいなくなったのを見計らって庭に隠れていた長老たちが現れて、スザンナを脅迫しながら関係を迫った。スザンナはこれを拒否したため、長老たちによって姦淫の罪を着せられて処刑されそうになった。しかしダニエルという少年が長老たちに異を唱えた。彼は長老たちがたがいに相談したり会話できないように引き離したうえで別々に尋問した。すると2人の証言は食い違いが生じ、虚偽によってスザンナを陥れようとしていることが分かった。こうして長老たちは石打ちの刑に刑され、スザンナは解放されたという。

## 作品

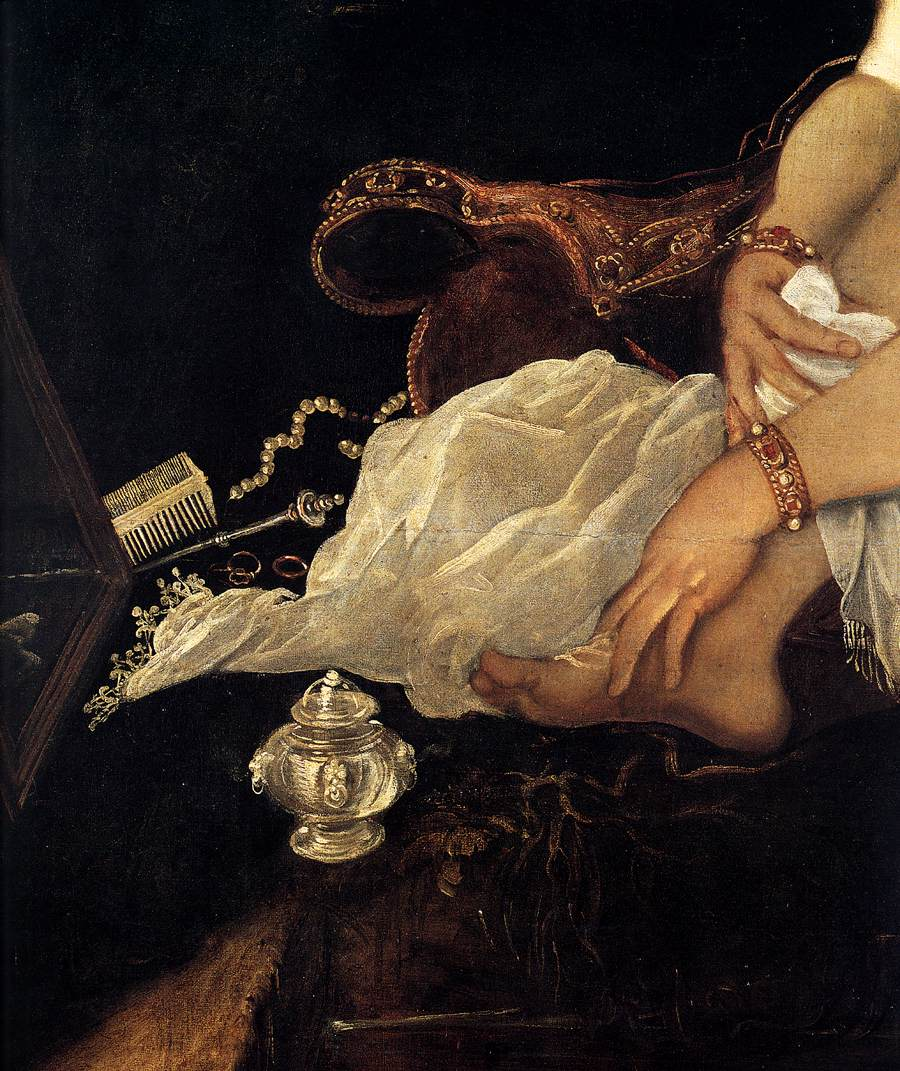
草上に置かれた衣類や宝飾の数々。生垣に立てかけた鏡を見ながら濡れた足を拭っている。

ティントレットは水浴を終えて泉から上がろうとするスザンナの姿を描いている。スザンナの左足はまだ泉の中にあり、岸に座してバラの生垣に立てかけた鏡を見ながら、右足を布で拭っている。その周囲には白い絹のショールや櫛、真珠のネックレス、指輪などの宝飾や銀器が置かれている。スザンナは水浴の邪魔になりそうなものや、あるいは失いそうな小さな宝飾を身体から外しているが、イヤリングや金のブレスレットは身につけたままにしている。一方、2人の長老の描写は滑稽ですらある。2人はいずれもバラの生垣に身を隠し、スザンナの豊満な裸体を窃視しながら言い寄る機会をうかがっている。1人が画面の奥に立っているのに対し、もう1人は近景に描かれており、身をかがんで生垣の下から覗き込もうとしているために、老人の禿げあがった頭頂部が鑑賞者に向けて突き出されている。

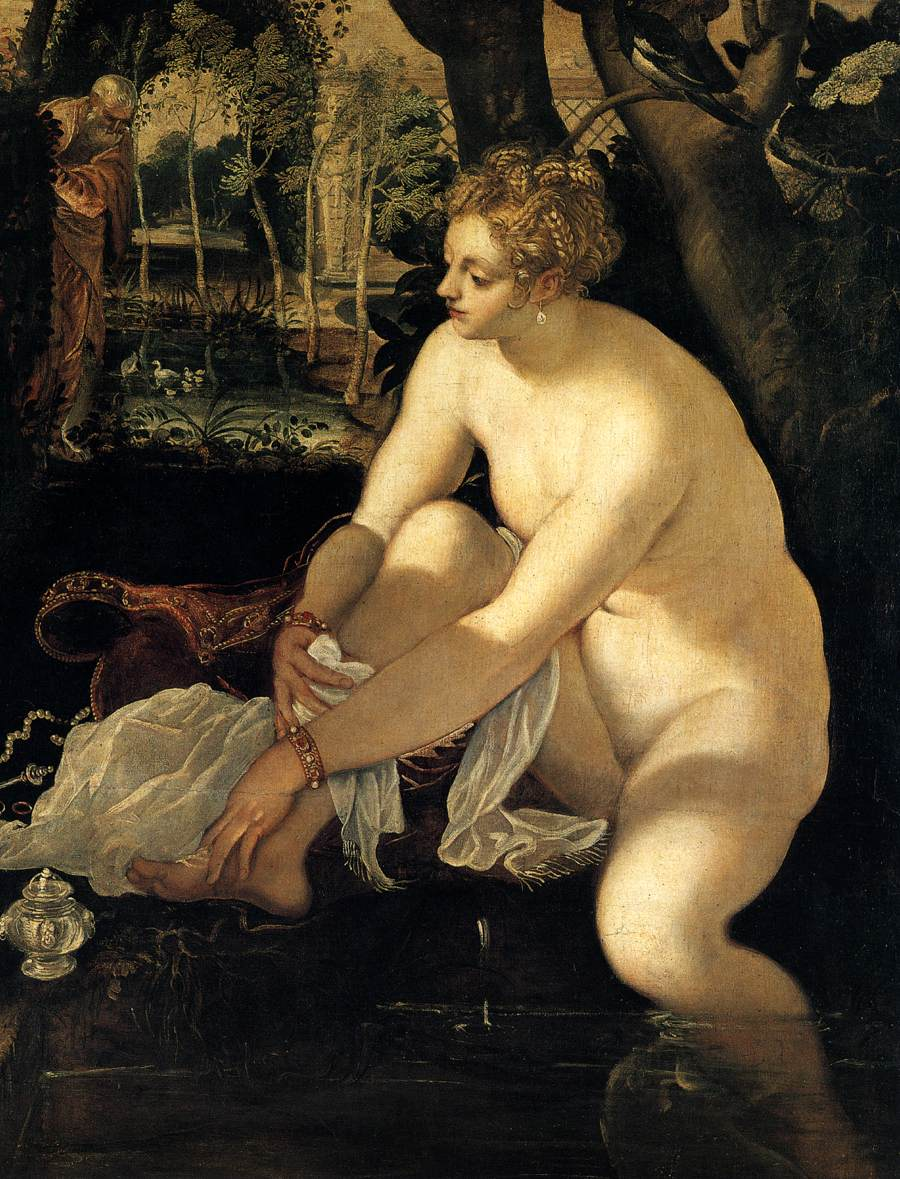
スザンナの裸体に際立つ明暗法。しばしば非難の対象となった闊達な筆さばきは見られない。

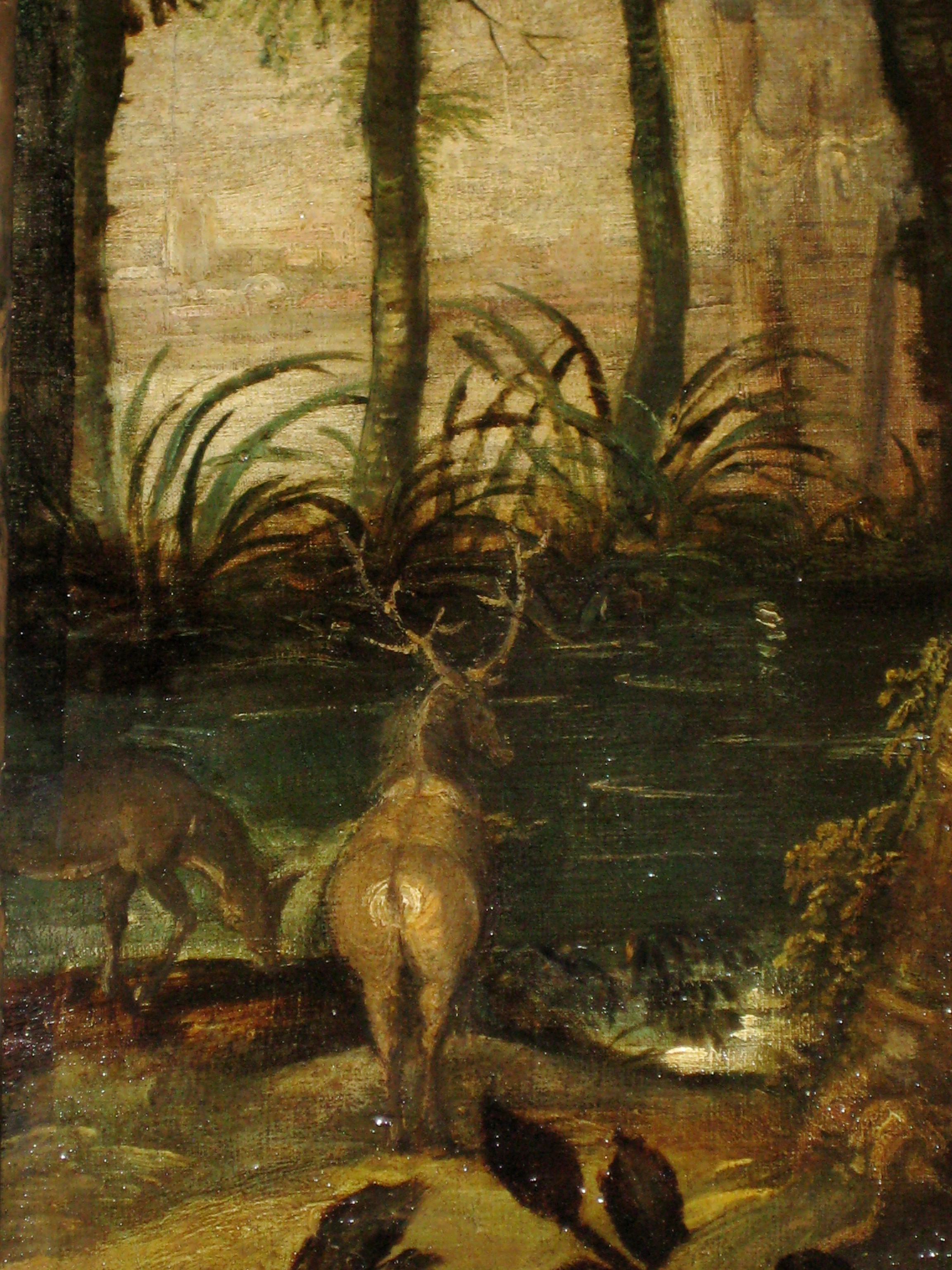
画面左奥に描かれたシカ。

ティントレットは本作品以外にもスザンナを描いているが、パリのルーブル美術館版（1550年頃）やワシントンのナショナル・ギャラリー版（1580年頃）では長老たちは背景に2人そろっているのに対して、本作品の長老たちは離れた位置に描かれており、スザンナと三角形の位置関係を形成している。画面の左側を仕切る生垣は奥行きを生み出し、さらに背景へと延長されている。また長老たちが身を隠すための舞台装置となっており、覗き覗かれる関係性を強調する構図は大胆かつ劇的である。スザンナの白い身体は生垣や背後の木々および泉の暗い色彩と対照的である。この明暗の効果を巧みに用いている点は本作品の最も重要な点として挙げられる。ティントレットはスザンナの前に鏡を置くことで裸体の白さやイヤリングの輝きを強調し、明暗を際立たせている。スザンナの頭上の枝にはカササギが止まり、また画面奥の池にはアヒルや池の水を飲むシカが描かれている。本作品に描き込まれたいくつかの静物や動物たちは図像学的に解釈できる。カササギはいわれのない悪意ある噂話を意味し、アヒルは忠実を、水を飲むシカは渇望を意味する。またスザンナが見つめる鏡は賢明や真実を意味する。こうしたモチーフを使うことでスザンナの物語に込められたメッセージを図像的に読み取ることが出来るように心掛けている。

## 来歴
本作品は1648年にティントレットの伝記作家としても知られる画家カルロ・リドルフィがヴェネチアの画家ニコラ・レニエが所有していたと言及したスザンナの絵画であることは確実とされるが、それ以前の来歴については不明である。1677年には聖マルコ大聖堂の音楽監督だったジョヴァンニ・ロエッタ（Giovanni Roetta）が所有していたが、1712年にはウィーンに移っており、美術史美術館の設立とともに同美術館に所蔵された。

## 他のバージョン
本作品以外のスザンナはそれぞれパリのルーヴル美術館、マドリードのプラド美術館、ワシントンD.C.のナショナル・ギャラリーに所蔵されているほか、プライベートコレクションにもティントレットの作品が知られている。ルーブル美術館版はもともとルイ14世のコレクションで、1684年にオートリブ侯爵から購入したものである。プラド美術館版はスペイン王国の宮廷画家ベラスケスが2度目のイタリア旅行の際に購入してスペインに持ち帰ったティントレットの6点の天井画連作の1つである。連作はいずれも『旧約聖書』に登場する女性を描いており、アルカサル寝室の《ティツィアーノの丸天井》を飾るのに用いられたという。ナショナル・ギャラリー版は晩年の作品で、工房作ないし画家の息子ドメニコ・ティントレットの作品とする意見もある。

## ギャラリー

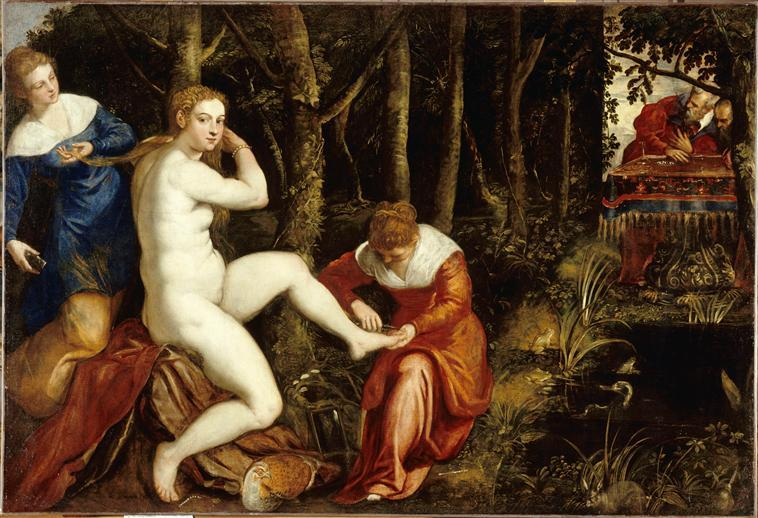
『水浴のスザンナ』1550年頃 ルーヴル美術館所蔵
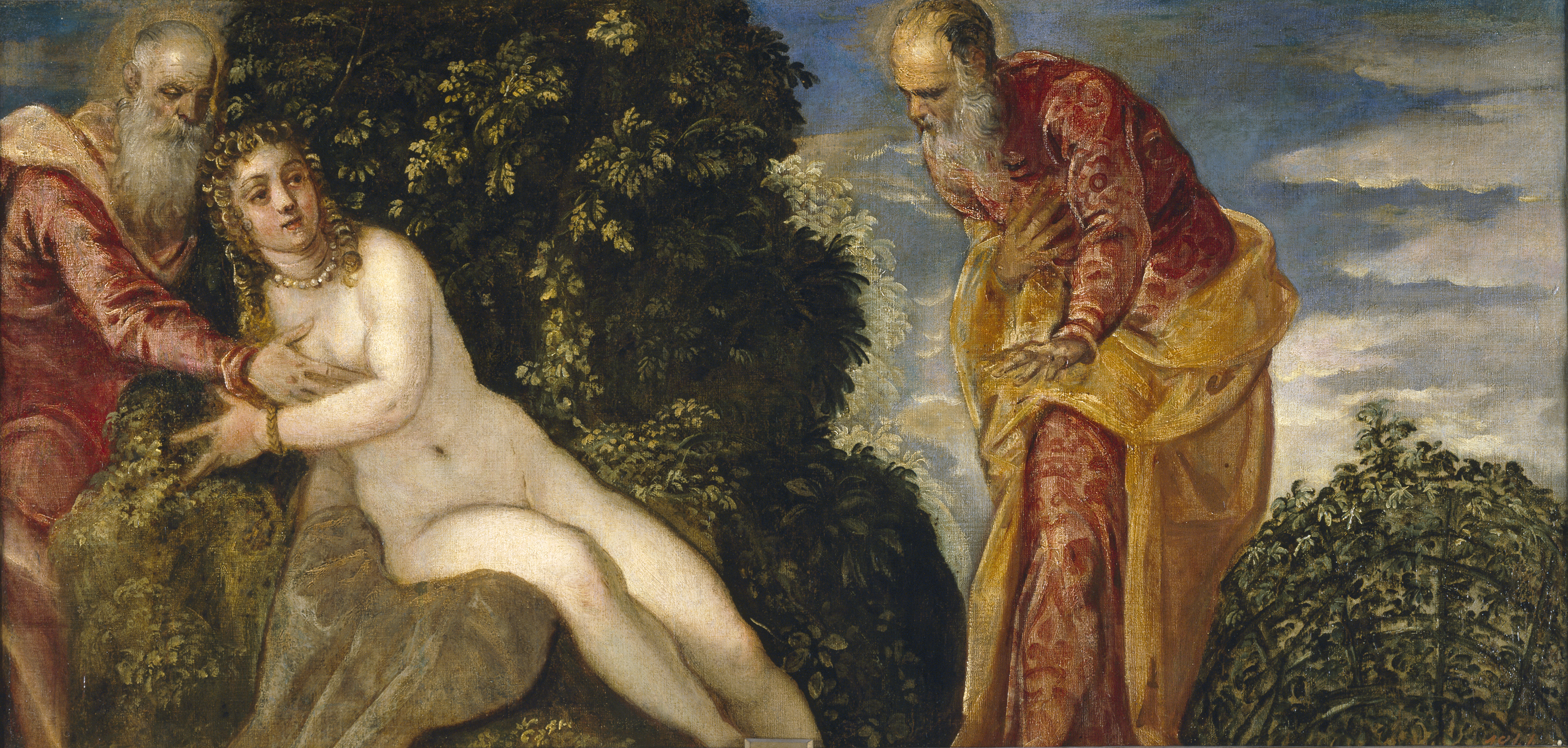
『スザンナと長老たち』1552年-1555年頃 プラド美術館所蔵
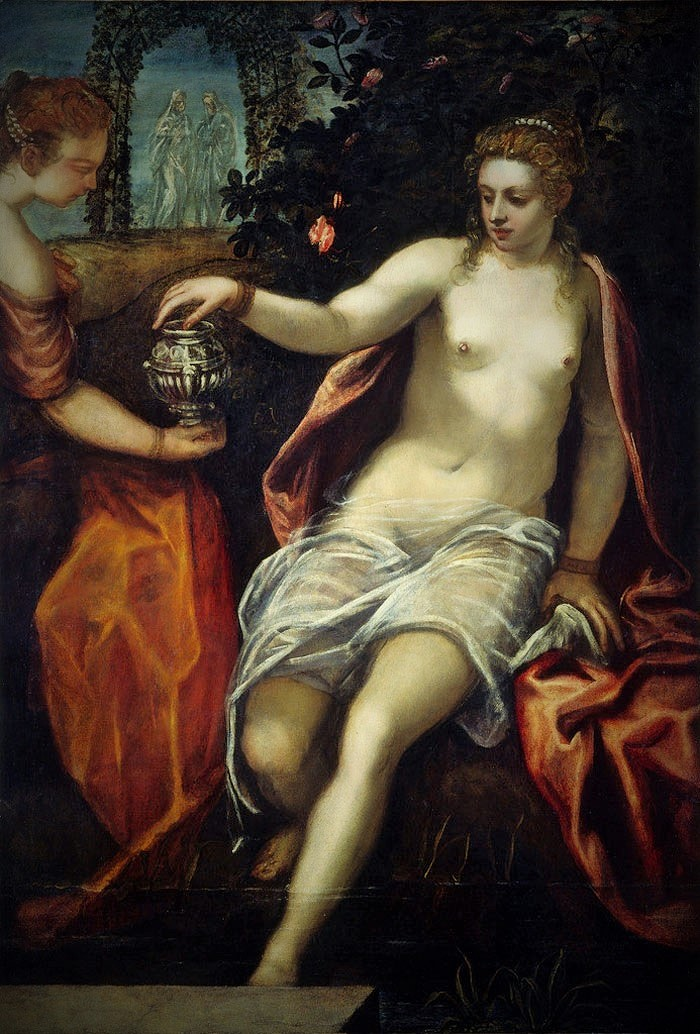
『スザンナ』1580年頃 ワシントン・ナショナル・ギャラリー所蔵